# Марсель Л'Ерб'є
Марсе́ль Шарль Адріє́н Л'Ерб'є́ (фр. Marcel Charles Adrien L'Herbier; 23 квітня 1888, Париж — 26 листопада 1979) — французький кінорежисер, сценарист, продюсер, теоретик кіно.

## Біографія
Марсель Л'Ерб'є народився у Парижі у заможній родині. Здобув юридичну освіту. Писав вірші (збірка «В саду таємних ігор») і п'єси («Мертвонароджений»), грав на роялі, захоплювався живописом і творчістю О. Уайльда.
У роки війни Л'Ерб'є було прикомандировано до кінематографічного корпусу, де він познайомився з кіномистецтвом. Після війни пише сценарії для Рене Ервіля і Меркантона: «Потік» і «Колечко». Його режисерським дебютом став фільм «Троянда Франції» (1919).
Л'Ерб'є пильно стежив за найдрібнішими деталями декорацій, композицією кадру, домагався вишуканості освітлення. Про його фільми говорили, що вони зроблені людиною «в білих рукавичках».
У 1920 р. Л'Ерб'є написав сценарій за новелою О. Бальзака «Драма на березі моря» і випустив фільм «Людина відкритого моря» (з Жаком Катленом і Шарлем Буає). Через рік на екрани вийшов фільм — «Ельдорадо». В запалі дискусій саме про цей фільм М. Л'Ерб'є, кинув крилату фразу про те, що напрям, до якого належить «Ельдорадо», є «авангардом» французького і світового кіно. Так уперше з'явився термін, що незабаром став синонімом усіх експериментальних фільмів.
У 1930-ті роки з приходом звукового кіно у творчості Л'Ерб'є настає криза. Він створює цілу низку ваговитих офіціозних історичних стрічок, які він називав «екранізованою хронікою» («Адрієна Лекуврер», «Антанта» та ін.). У 1942, в період нацистської окупації Франції, режисер поставив фільм «Фантастична ніч», що повертав до прийомів піонерів кінематографу та відрізнявся прагненням знайти оригінальне художнє рішення.
З 1950-х років, відійшовши від кіно, Л'Ерб'є займався адміністративною та педагогічною діяльністю, працював на телебаченні. Був засновником (1943) та ректором (до 1950) першої французької Вищої школи кінематографії (ІДЕК); протягом кількох років очолював Центр зв'язку між кінематографічними навчальними закладами.

## Особисте життя
Був одружений з акторкою Марсель Прадо (фр. Marcelle Pradot; 1901—1982).
Марсель Л'Ерб'є ймовірно був бісексуалом, оскільки мав гомосексуальні стосунки з актором Жаком Кателеном, що грав головні ролі у низці його фільмів 1920-х років. На думку режисера та журналіста Девіда Кернса, Марсель Л'Ерб'є «був найвідкритішим режисером-геєм у Франції. Здається, про нього знало більше людей, ніж про Кокто. Чи була його дружина в курсі цієї таємниці, я не знаю».

## Теоретичні дослідження
У своїх дослідженнях про кіно як мистецтво Л'Ерб'є був послідовником Луї Деллюка. Перший значний теоретичний виступ Л'Ерб'є припадає на 1917 рік, ще до початку його режисерської кар'єри. У часописі «Меркюр де Франс» він надрукував відгук на статтю музичного критика Е. Вюєрмоза, у якій той стверджував, що кінематограф є мистецтвом, здатним зайняти гідне місце серед інших мистецтв. Відповідь Л'Ерб'є називалася «Гермес і мовчання». У цій статті-маніфесті він називає кінематограф «Машиною, що друкує життя», і відверто протиставляє його мистецтву. У більшості своїх наступних теоретичних роботах Л'Ерб'є переважно розвиває ідеї, намічені в «Гермесі і мовчанні».
Серед численних трактатів режисера: «Спогади про Головну Ідею», «Франція і німе мистецтво», «Сізіф», «Візуальний абсент», «Кінематограф і простір», «Кінематограф, що заблукала дитина», «Таверна Спритників, або Двокольорова людина і Чорний верблюд».

## Обрана фільмографія
- 1917 — Фантазми / Phantasmes
- 1919 — Троянда Франції / Rose-France
- 1919 — Карнавал істин / Le carnaval des vérités
- 1920 — Людина відкритого моря / L'homme du large (за новелою Бальзака)
- 1921 — Прометей-банкір / Prométhée… banquier
- 1921 — Ельдорадо / Eldorado
- 1922 — Дон Жуан і Фауст / Don Juan et Faust
- 1923 — Вілла «Доля» / Villa Destin
- 1923 — Нелюдяна / L'inhumaine
- 1923 — Воскресіння / Résurrection
- 1925 — Покійний Матіа Паскаль / Feu Mathias Pascal (за Л. Піранделло)
- 1927 — Гроші / L'argent (за романом Е. Золя)
- 1927 — Княжі ночі / Nuits des prince (за романом Ж. Кесселя)
- 1930 — Дитя кохання / L'enfant d'amour (за п'єсою Анрі Батая[fr])
- 1930 — Таємниця жовтої кімнати / Le mystère de la chambre jaune (за романом Леру)
- 1931 — Аромат дами в чорному / Le parfum de la dame en noir (за романом Г. Леру)
- 1933 — Яструб / L'Epervier (за п'єсою Франсіса де Круассе)
- 1934 — Скандал / Le Scandale (за п'єсою Анрі Батая)
- 1934 — Авантюрист / L'Aventurier (за п'єсою Альфреда Капю)
- 1934 — Щастя / Le Bonheur (за п'єсою Анрі Бернштейна)
- 1935 — Озброєна варта / Veille d'armes
- 1935 — Імперська дорога / La Route impériale (за романом П'єра Фронде «Оточений будинок»
- 1936 — Нові люди / Les Hommes nouveaux (за романом Клода Фаррера)
- 1936 — Двері у відкрите море / La Porte du large
- 1937 — Цитадель мовчання / La citadelle du silence
- 1937 — Полум'яні ночі / Nuits de feu (за п'єсою Л. Толстого «Живий труп»)
- 1937 — Віроломство / Forfaiture
- 1938 — Адрієна Лекуврер / Adrienne Lecouvreur
- 1939 — Сердечний союз / Entente cordiale (за твором Андре Моруа)
- 1940 — Комедія щастя / La comédie du bonheur (за п'єсою М. Євреїнова)
- 1942 — Фантастична ніч / La nuit fantastique
- 1943 — Життя богеми / La Vie de bohème (за романом Анрі Мюрже)
- 1951 — Останні дні Помпеї / Ultimi giorni di Pompeii (за Бульвер-Літтоном)
- 1953 — Адрієна Мезюра / Adrienne Mesurat (телевізійний фільм за однойменним романом Жульєна Гріна)